# Diane Hoh
Diane Hoh (Pennsylvania, ...) è una scrittrice statunitense di romanzi gialli e horror.

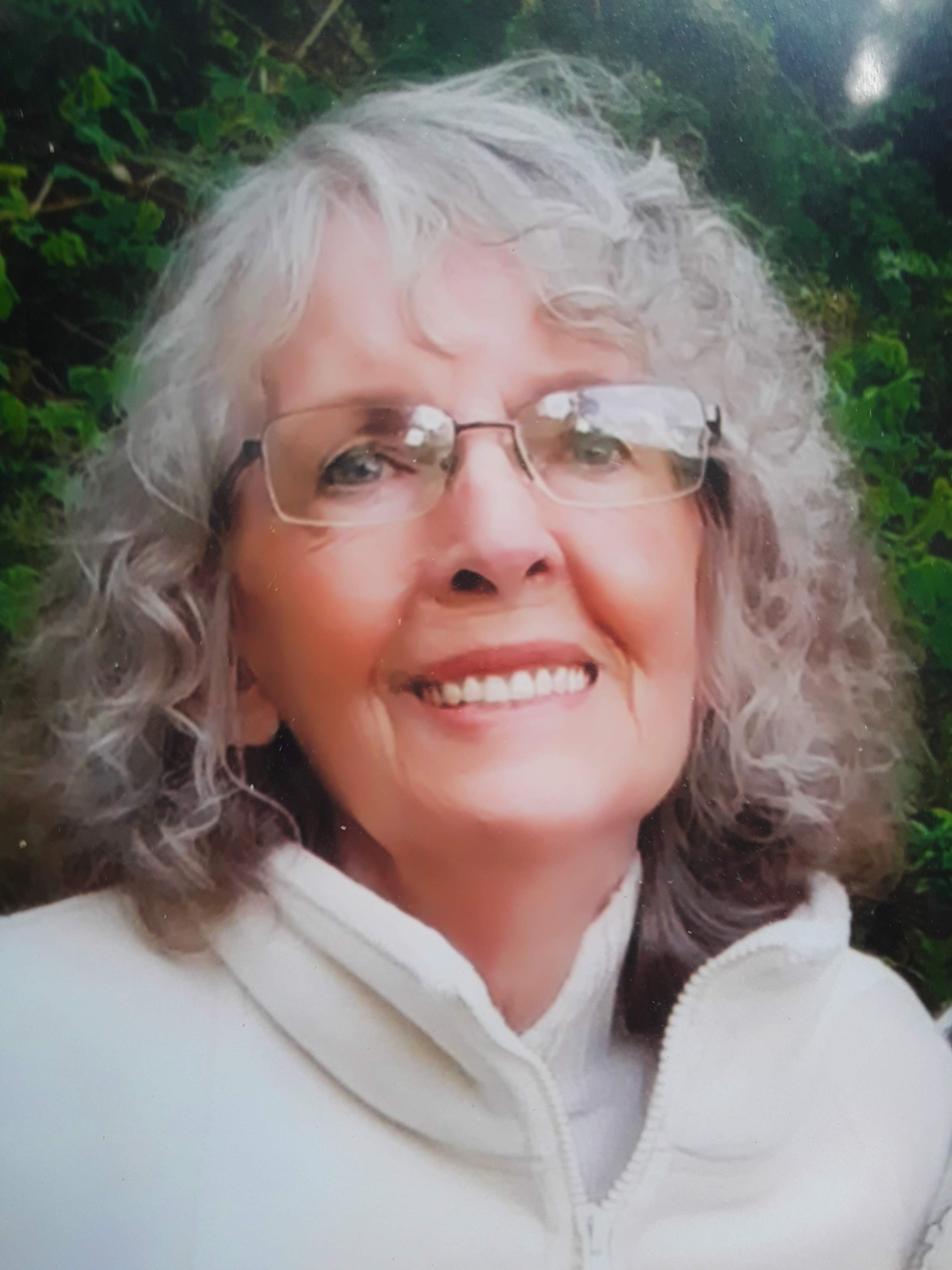

Residente in Texas, nella città di Austin, si occupa della stesura di opere destinate principalmente ad un pubblico giovanile. Soltanto tre dei suoi romanzi sono stati ufficialmente tradotti in lingua italiana.

## Opere
- L'incidente, trad. Ilva Tron, ed. Mondadori, 1993. ISBN 88-04-37735-6
- Terrore al luna-park, trad. Ilva Tron, ed. Mondadori, 1995. ISBN 88-04-40051-X
- Febbre, trad. Giancarlo Sammito, ed. Mondadori, 1996. ISBN 88-04-39908-2
- Gioco mortale, trad. Emanuela Bertolini, ed. Franco Panini ragazzi, Modena, 1996. ISBN 88-7686-643-4
- L'uomo di nebbia, trad. Emanuela Bertolini, ed. Franco Panini ragazzi, Modena, 1996. ISBN 88-7686-665-5
- Tu, colpevole!, trad. Emanuela Bertolini, ed. Franco Panini ragazzi, Modena, 1997. ISBN 88-7686-726-0

Diane Hoh è anche autrice di numerose saghe, quali, per esempio, quella del Pronto Soccorso (MedCenter Series) e delle Ragazze Pon Pon.